# Одзіме

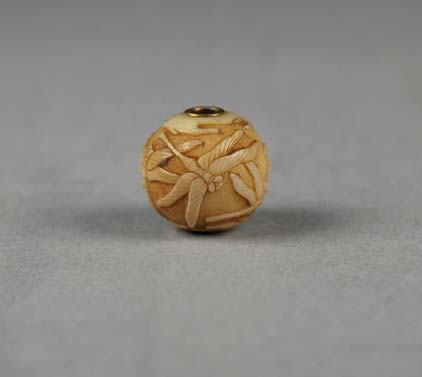
Різьблена намистина з кістки з візерунком у вигляді бабок, XIX ст.

Одзіме (яп. 緒締め, «пряжка для шнурка») — в японському історичному костюмі — вид великих намистин, що надягали як пряжки на шнурки, до яких підвішувалися сагемоно або інро.
Крім утилітарних функцій, одзіме мали естетичне навантаження, оскільки часто були творами мистецтва.
Виготовляли їх, як і нецке, зі слонової кістки, дерева, рогу і подібних матеріалів, рідше — зі скла або порцеляни. Зустрічатися одзіме круглої, довгастої форми або у вигляді різноманітних фігурок.
| Прапор Японії | Це незавершена стаття про Японію. Ви можете допомогти проєкту, виправивши або дописавши її. |